# Incendio ferroviario di Liaquatpur del 2019
L'incendio ferroviario di Liaquatpur del 2019 fu un incendio avvenuto il 31 ottobre 2019 quando il treno passeggeri Tezgam della Pakistan Railways ha preso fuoco nei pressi della stazione di Liaquatpur durante il tragitto da Karachi a Rawalpindi, causando almeno 75 morti. È stato l'incidente ferroviario più disastroso in Pakistan dal 2005, quando a Ghotki morirono più di 100 persone. Secondo le prime indagini, l'incidente è stato causato da un fornello portatile, utilizzato da alcuni passeggeri per cucinare illegalmente. Questa pericolosa pratica è comune in Pakistan, e non sempre le autorità se ne preoccupano.

## L'incendio
L'incidente è accaduto alle 6:18 di mattina (UTC+5) sulla ferrovia Karachi-Peshawar, nel teshil di Liaquatpur, distretto di Rahim Yar Khan, Punjab, a bordo del treno passeggeri Tezgam. Sheikh Rasheed Ahmad, il ministro federale per le ferrovie pakistano, ha riportato l'esplosione di due fornelli portatili, che hanno incendiato il treno. Altri resoconti tra cui le testimonianze di alcuni sopravvissuti, tuttavia, suggeriscono che potrebbe essere stato un problema all'impianto elettrico a causare il disastro. Il treno stava trasportando 933 persone, di cui 207 nei tre vagoni che sono stati distrutti.
Dieci autopompe sono intervenute sul luogo e l'Esercito Pakistano ha fornito i propri sforzi nell'operazione di salvataggio. I più gravemente feriti sono stati portati all'ospedale di Bahawal Victoria nella città di Bahawalpur, e all'ospedale di Nishtar a Multan. Coloro che invece hanno riportato ferite più lievi sono stati curati presso il più vicino ospedale di DHQ a Liaquatpur, e all'ospedale di Shaikh Zayed a Rahim Yar Khan. Secondo i testimoni il tempo impiegato per l'estinzione del fuoco è stato di 20 minuti. Un altro treno è stato inviato per soccorrere i passeggeri bloccati, e per portarli a Rawalpindi.

## Vittime
Alcune delle 75 vittime sono morte saltando giù dai vagoni ancora in movimento: secondo alcune testimonianze il treno si sarebbe fermato solo circa venti minuti dopo lo scoppio dell'incendio, nonostante sia stata tirata la cordicella di emergenza che avrebbe dovuto attivare i freni. 57 dei defunti sono stati bruciati dalle fiamme e resi irriconoscibili: è stato necessario ricorrere ad analisi genetiche per accertarsi delle loro identità. Almeno 43 persone sono state ferite, di cui 11 gravemente.

## Reazioni
Imran Khan, primo ministro pakistano, ha ordinato un'inchiesta immediata sull'incidente. Sheik Rasheed, il ministro delle ferrovie, ha annunciato un risarcimento di 1,5 milioni di rupie per le famiglie dei deceduti, e 0.5 milioni per i feriti. Dopo l'accaduto sono stati sospesi 6 ufficiali ferroviari.